# Pile ou Face (chanson, 1987)
Pour les articles homonymes, voir Pile ou face (homonymie).
Ne pas confondre avec chanson de Zazie issue de l'album Je, tu, ils sorti en 1992.
Singles de Corynne Charby
Boule de flipper
(1986) Pas vu pas pris
(1987)
Pile ou Face est une chanson écrite par Franck Yvy et Jean-Louis D'Onorio, interprétée par Corynne Charby et sortie en 1987, sous le label Polydor en France et Trafic au Canada.
Elle figure sur l'album Toi, sorti la même année.

## Historique
La chanson est disponible à l'origine sur quatre disques différents. Il existe une version longue.
Le thème de la chanson est de « vivre sa vie à pile ou face », c'est-à-dire de laisser le hasard décider.

## Disques
| Format | Label   | Cat#      | Pays   |
| ------ | ------- | --------- | ------ |
| 7"     | Polydor | 885 730-7 | France |
| 12"    | Polydor | 885 730-1 | France |
| 7"     | Trafic  | F4 87203  | Canada |
| 7"     | Polydor | 885 730-7 | France |

## Classement
| Classement (1987) | Position |
| ----------------- | -------- |
| France (SNEP)     | 5        |

## Cinéma
Cette chanson a été reprise par Emmanuelle Béart en 2002 dans le film Huit femmes de François Ozon.